# Kranichfeld
Kranichfeld är en stad i Landkreis Weimarer Land i förbundslandet Thüringen i Tyskland.
Kommunen ingår i förvaltningsgemenskapen Kranichfeld tillsammans med kommunerna Hohenfelden, Klettbach, Nauendorf, Rittersdorf och Tonndorf.

## Bilder
|  |
|  |